# 淺水灣

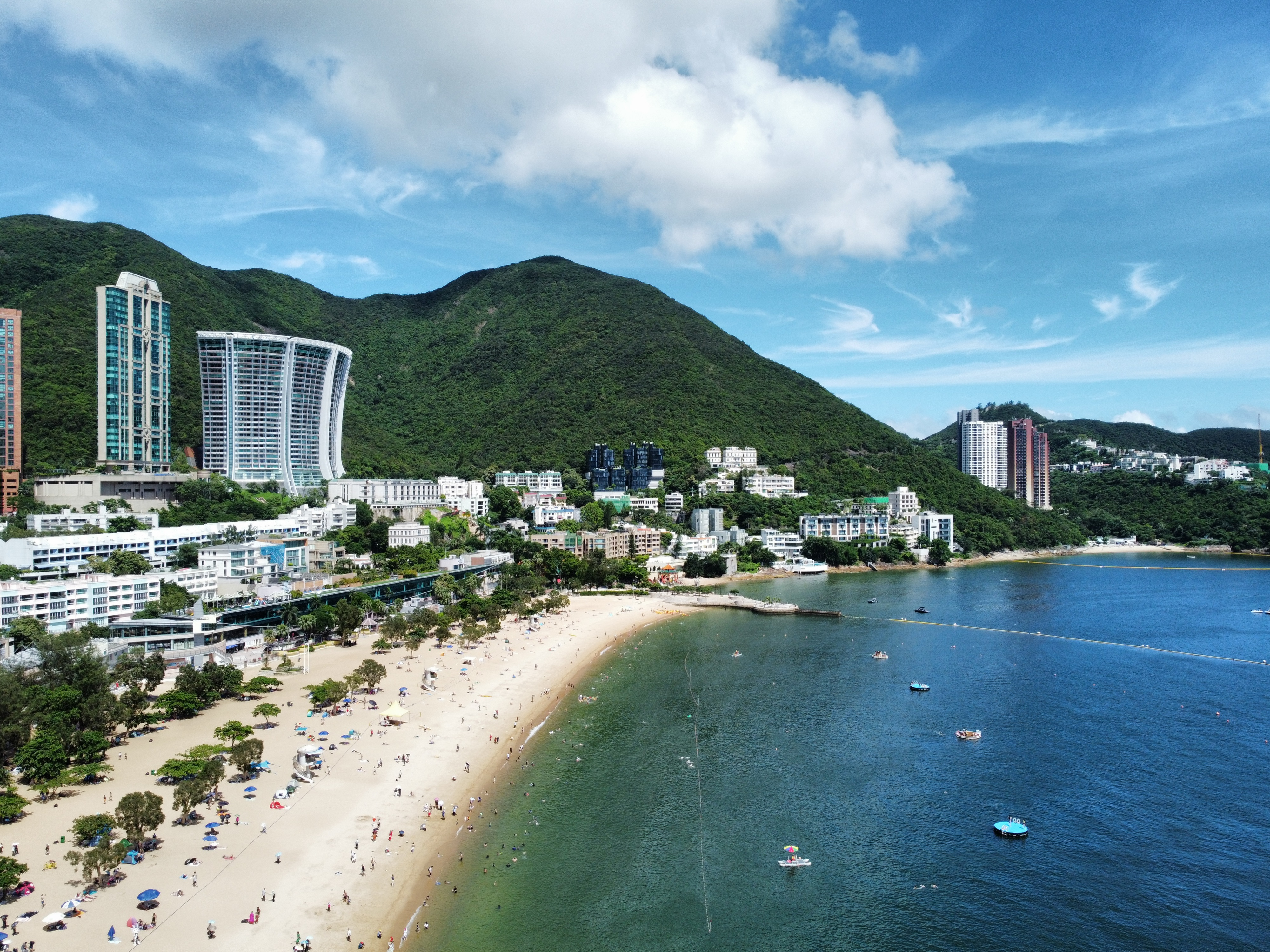
淺水灣（2024年6月）

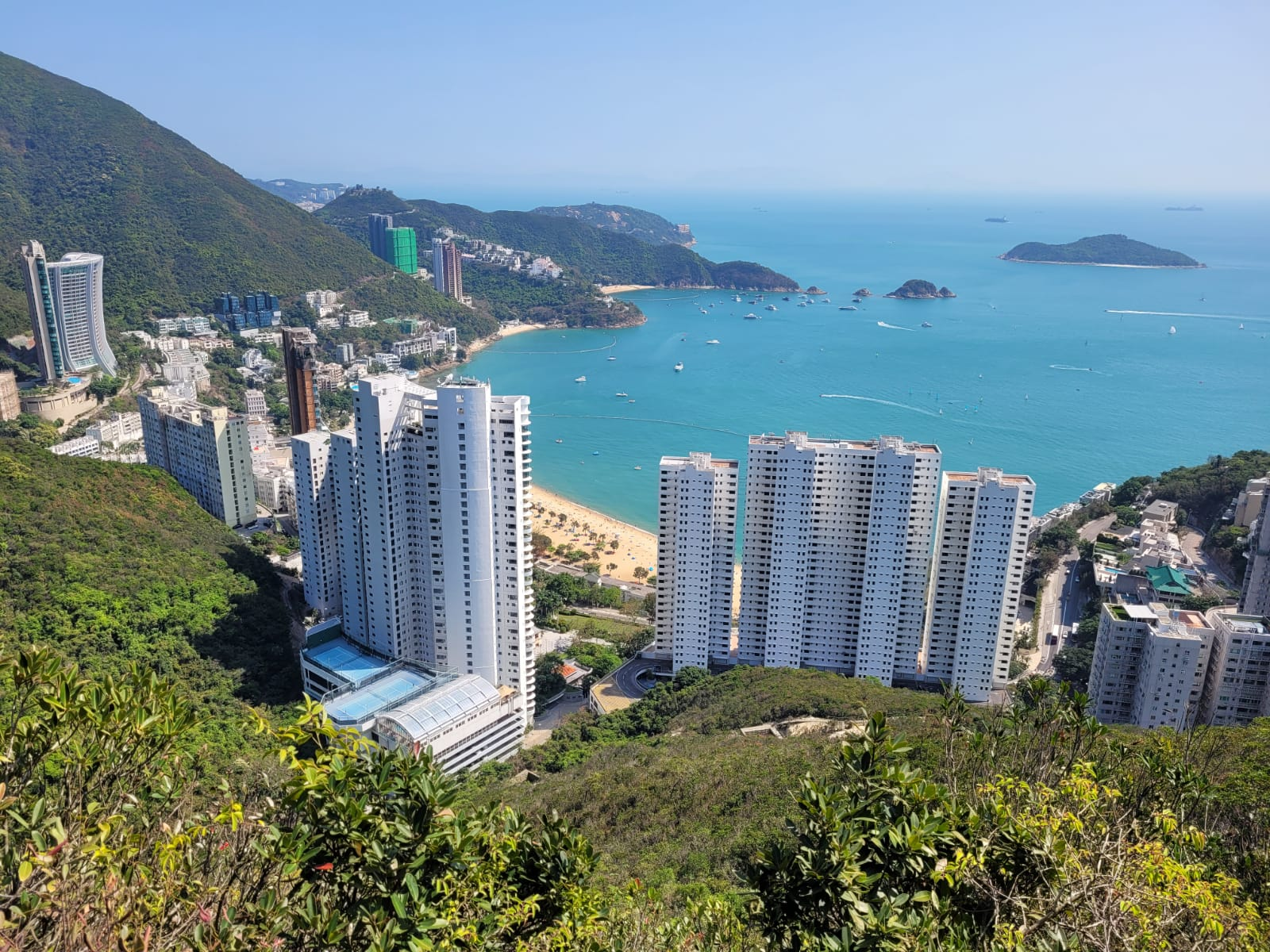
山上看淺水灣

淺水灣是香港的一個海灣，位於香港島南部，深水灣以南、中灣及南灣以北，灣內的淺水灣泳灘是著名的游泳海灘。由於景緻優美和環境翠綠清幽，因此建有不少豪宅，為富豪集中地。

## 地名的來源
海灘呈彎月形，灘床寬闊，亦吸引遊人欣賞怡人風光。至於淺水灣的英文地名來源眾說紛紜，但多數都沒有確切證據。最常見說法是其取名自1850年代曾駐守香港（甚至有說停泊在淺水灣內）的英國皇家海軍反擊號（HMS Repulse）風帆戰列艦，不過這艘反擊號在1855年下水不夠一年，還沒駐守香港之前便已改名為維托里奧·埃馬努埃萊號（HMS Victor Emmanuel）。淺水灣先有中文名，到了1845年歌連臣繪製地圖時，淺水灣不再只有中文原名，而是取了一個新的名稱Repulse Bay，英國皇家海軍自16世紀起便經常有軍艦被命名爲Repulse，即是反擊的意思。亦有觀點認爲是駐港英軍根據香港島的防衛部署而將該海灣名爲Repulse，因爲該海灣接近香港島南面海岸的中央，若果香港島北岸的防衛失手，陸軍可從黃泥涌峽繞了過山嶺，到達南部最近的深水灣，再轉到淺水灣，並以此海灣作退守的據點，與駐防於赤柱的海軍部隊會合，作反攻的佈局。
無論如何，雖然一名早於1845年已出現在英國測量師湯馬斯·伯納德·歌連臣上尉繪製的英國官方地圖裡，但由於海軍指揮官愛德華·卑路乍於1841年繪製香港島地圖時，將淺水灣誤植為舂坎灣（Chonghom Bay） ，故英國海軍部直至20世紀前一直都誤稱為舂坎灣。在香港日佔時期，淺水灣曾被改名為綠濱（日语：綠ヶ濱）。

## 發展概況

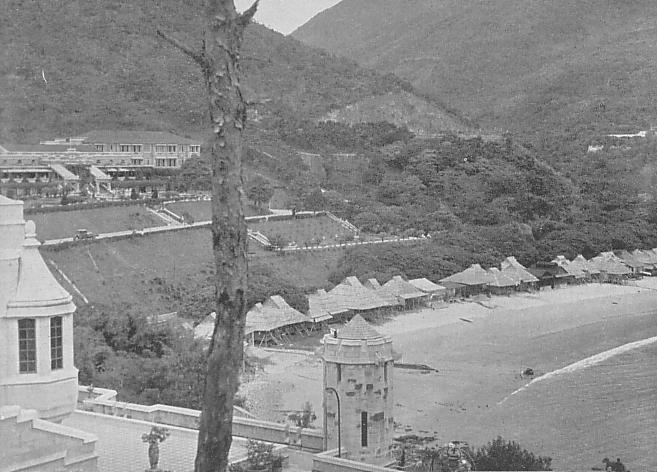
1930年代的淺水灣

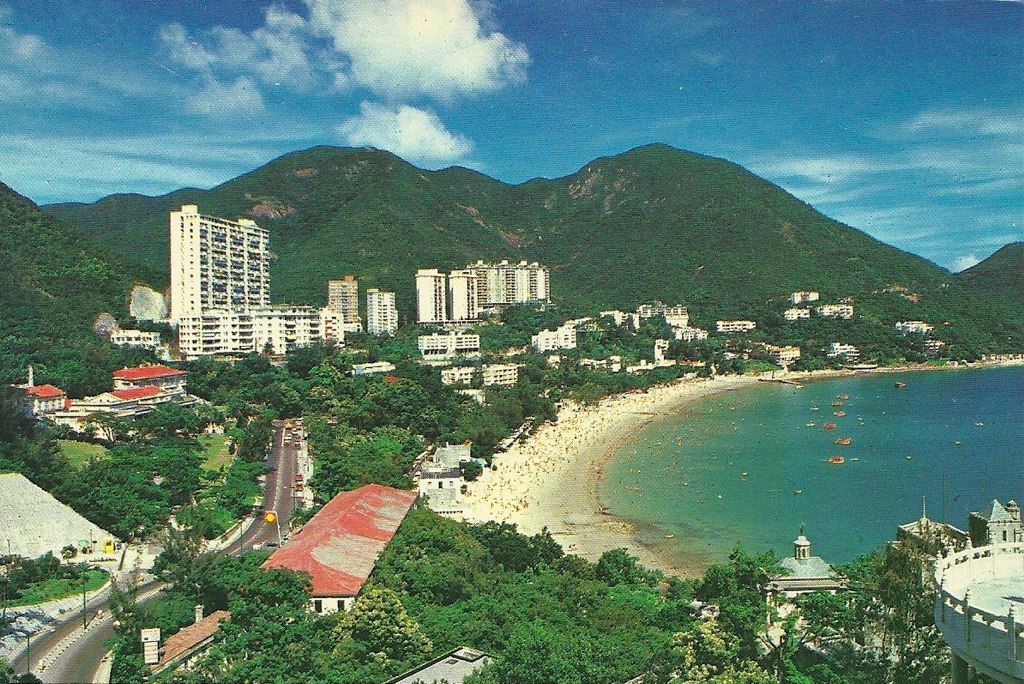
1980年代的淺水灣：
淺水灣本來較狹長，1970年代起政府多次增鋪沙土，海岸總面積自此大幅增加

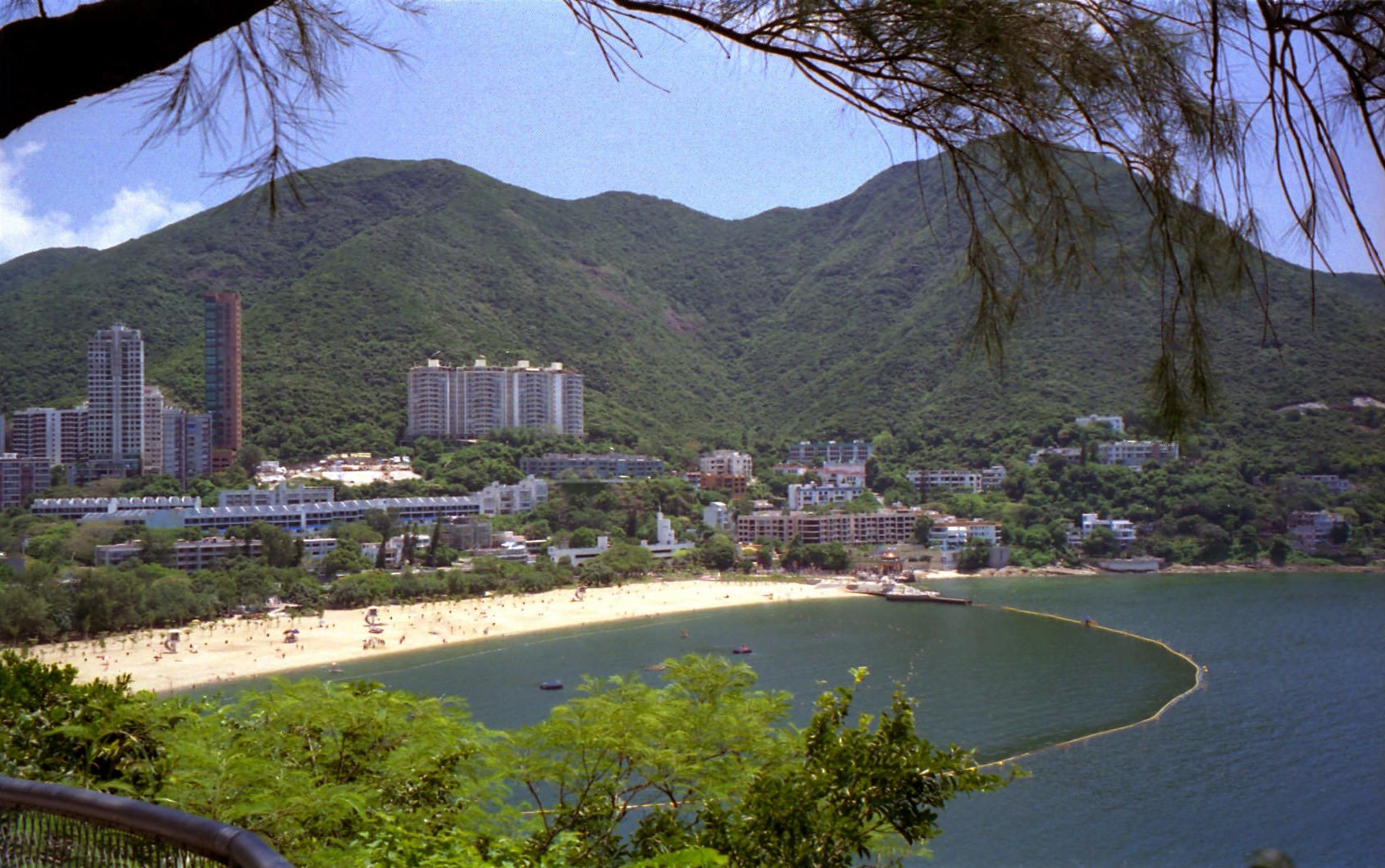
1996年的淺水灣

1918年香港大酒店有限公司決定於淺水灣開設別墅式酒店，發展成游泳勝地；同時香港政府也打算開闢該處成為海浴場。政府於是重鋪沙灘、搭建更衣室等。淺水灣酒店最後於1920年落成，為典型英式建築。著名美國作家歐内斯特·海明威和荷里活影星馬龍·白蘭度都曾經入住淺水灣酒店。1941年12月太平洋戰爭爆發日軍隨即入侵香港，淺水灣在日軍登陸香港島後成為英軍主要的防守據點，英軍與入侵香港的日軍在淺水灣酒店一帶爆發連場激戰，日軍曾經在淺水灣余園屠殺戰俘。
為吸引泳客，一條來回中環及淺水灣的巴士線（現城巴6號線的前身）應運而生，成為香港最早期的巴士服務之一。淺水灣現時已成為康樂及文化事務署轄下管理的泳灘之一，設有更衣室及淋浴設施，並有救生員值勤。此外泳灘更有沙灘排球場、快餐亭、燒烤區、泳屋及浮台。泳灘呈新月形，沙灘範圍寬大，其中不少沙粒是人工鋪成的。淺水灣雖然在昔日並不算為一個水質優良的泳灘，因此當時的市政局在1988年至1989年花4250萬元進行鋪沙、污水渠重置及興建防沙堤工程。 自1989年開始，大腸桿菌指數大幅下跌，有相當顯著的改善，一直以來都是被環境保護署評級為「良好」的泳灘。
淺水灣酒店已於1989年重建為影灣園購物商場，並保留舊有的建築風格。而泳灘附近建於1970年代中期的鎮海樓公園同時有天后娘娘及觀音像，亦頗具特色。
香港政府在淺水灣沙灘上建有一間具50年歷史、2層高的白色小屋（又稱淺水灣海景大樓），已荒廢14年無人使用。飲食集團會所一號投得有關建築的使用權，將用上層經營餐廳，下層售賣小食，於2014年11月開業。

## 著名地點

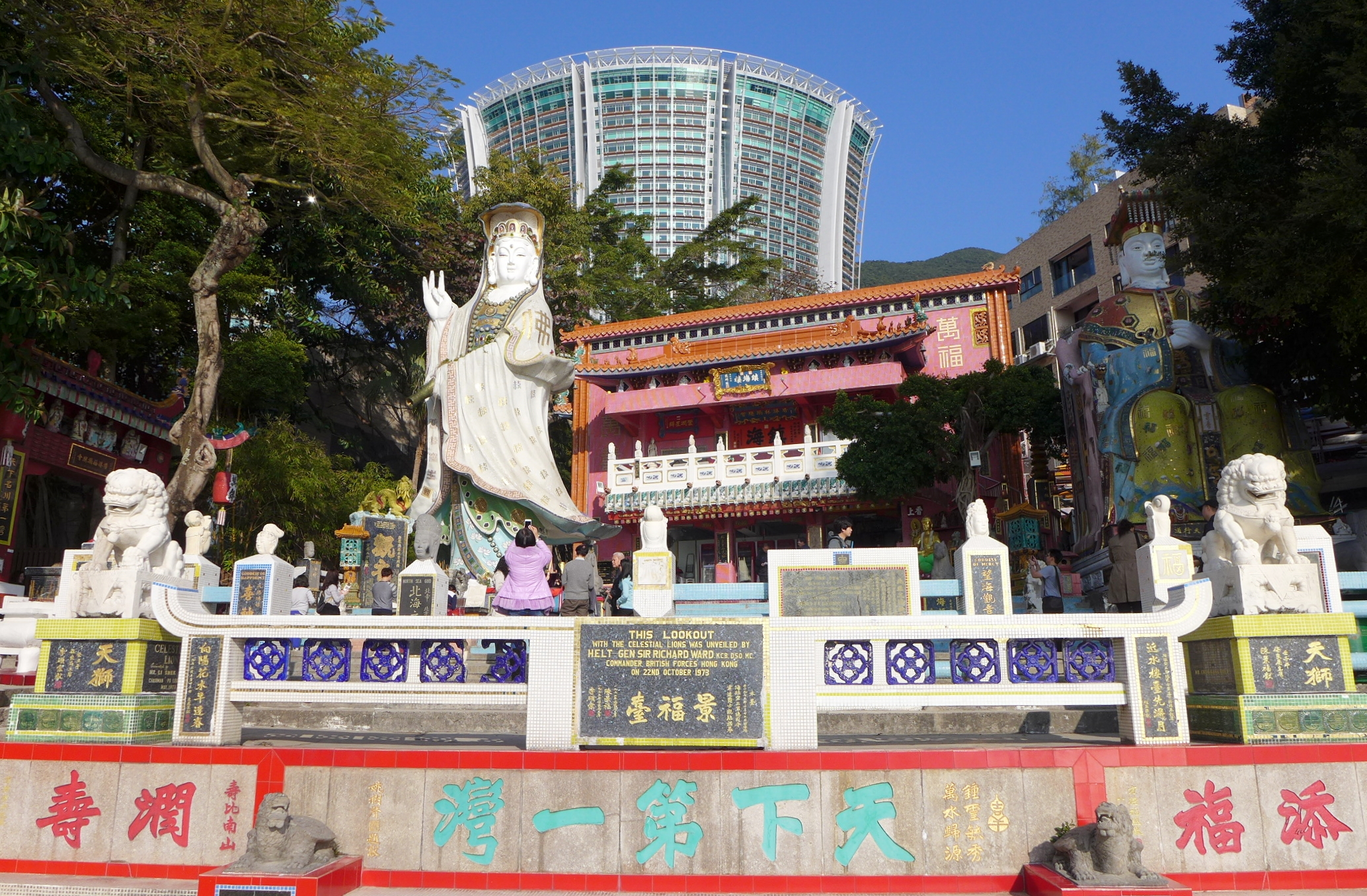
鎮海樓公園

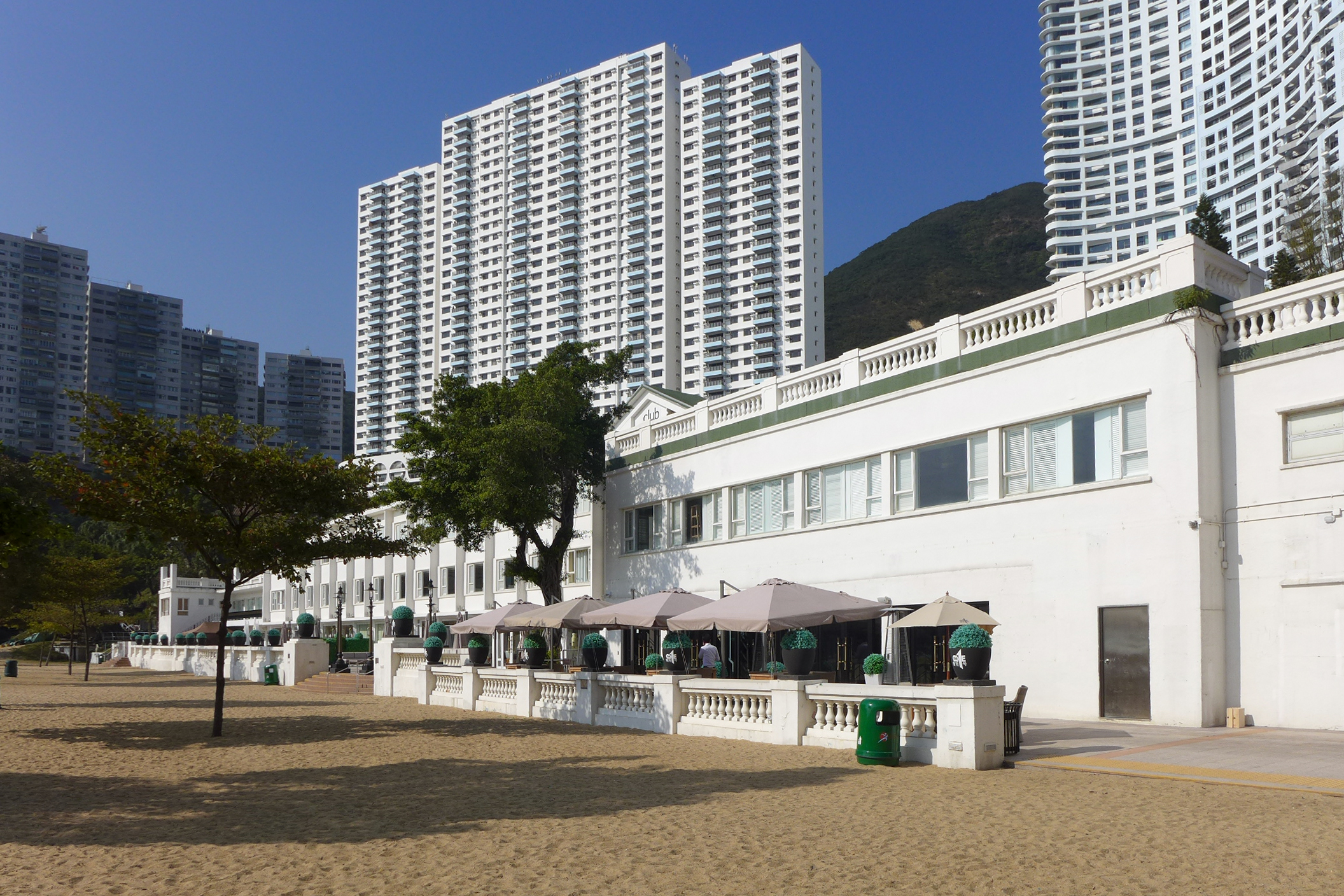
海景大樓變為 ClubONE 淺水灣

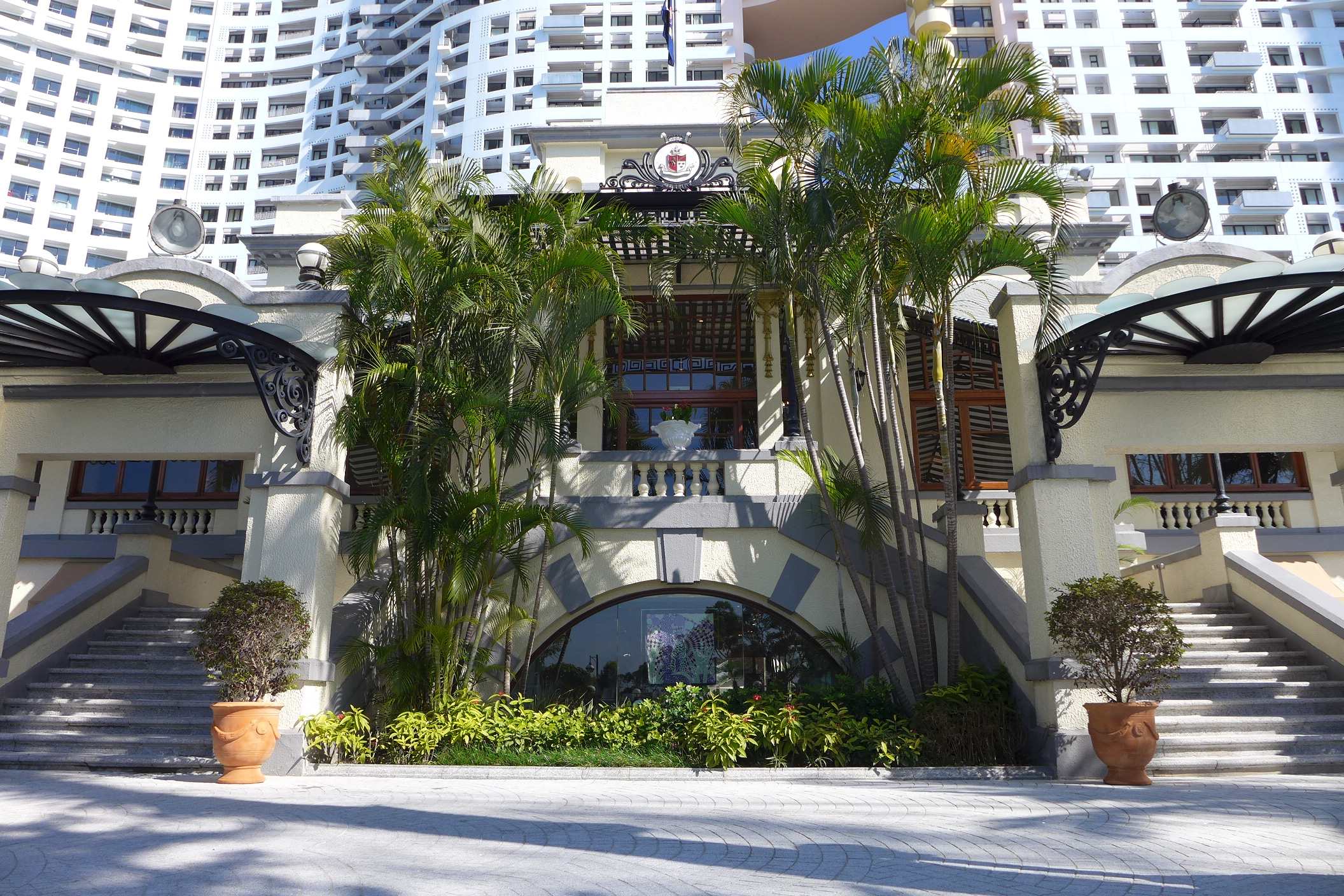
影灣園商場模仿前身淺水灣酒店設計

- 影灣園
- 海景大樓
- The Pulse
- 鎮海樓公園
- The Lily
- Grosvenor Place
- 超視覺藝術館[14]

## 交通

### 主要交通幹道
- 淺水灣道
- 香島道
- 海灘道
- 南灣道

### 公共交通
交通路線列表

## 區議會議席分佈
為方便比較，以下列表以淺水灣道沿線為範圍。
| 年度/範圍    | 2000-2003 | 2004-2007 | 2008-2011 | 2012-2015 | 2016-2019 | 2020-2023 |
| ------------ | --------- | --------- | --------- | --------- | --------- | --------- |
| 淺水灣道沿線 | 海灣選區  | 海灣選區  | 海灣選區  | 海灣選區  | 海灣選區  | 海灣選區  |

## 參看
- 南區
- 南灣
- 中灣
- 深水灣
- 熨波洲
- 香港海灘

## 外部連結
- 《食神》外景場地

22°13′50″N 114°11′10″E / 22.23056°N 114.18611°E